# Z-2格奥尔格·蒂勒号驱逐舰
Z-2“格奥尔格·蒂勒”号（德語：Z 2 Georg Thiele）是德国国家海军暨战争海军于1930年代中期建造的十六艘1934级驱逐舰的二号舰，得名于在一战中阵亡的原帝国海军第七鱼雷艇半区舰队司令、海军少校格奥尔格·蒂勒。该舰于1934年10月25日开始在基尔德意志船厂铺设龙骨，1935年8月18日下水，至1937年2月27日、即第二次世界大战爆发前两年交付使用。入役后，其大部分时间都用于训练，但也参加了1939年初对梅默尔的占领行动。
二战初期，Z-2号先是被派往封锁波兰海岸，但很快便被转移到德意志湾，于德国水域布设水雷。在1940年4月挪威战役的早期阶段，它又参与了4月10日和13日的两次納爾維克戰役，并在遭到英国炮火严重损坏后，不得不搁滩以便让船员安全弃舰。该舰已经解体，如今是一个备受欢迎的潜水地点。

## 发展及设计
1934级驱逐舰的设计工作开始于1932年，尽管结束第一次世界大战的《凡尔赛条约》明确限制了德国驱逐舰吨位不得超过800長噸（810公噸）。德国人最初的设想是要建造比当时在役的法国和波兰驱逐舰更强大的大型舰艇，但随着国家海军此时期望它能作为一款小型巡洋舰使用，其设计方案也随之变更。方案细节于1934年敲定，但设计工作似乎十分仓促，没有经过深思熟虑，因为艏楼较短且艏部外飘不足，影响了舰只的耐波性和稳定性。设计中唯一真正的创新部分——高压锅炉，则是一个过于复杂的设计，在安装至1934级之前几乎没有接受过任何舰载测试，并且在舰只的整个运用生涯期间经常发生故障。
Z-2“格奥尔格·蒂勒”号的水线长和全长分别为114米和119米，有11.3米的舷宽以及最大4.23米吃水深度；其设计排水量为2,223吨，满载时则可达3,156吨。标准船员编制为10名军官和315名水兵，在担任区舰队旗舰时还可额外增加4名军官和19名水兵。该舰由两台瓦格纳齿轮传动蒸汽轮机提供动力，各负责驱动一副直径为3.25米的三叶螺旋桨。过热蒸汽则由六台瓦格纳水管锅炉供应，这使得它在70,000匹軸馬力（52,000千瓦特）额定功率下的设计航速为36節（67每小時），但实际上其最高速度甚至可达38.7節（71.7每小時）。Z-2号最多可贮存752吨燃料油，理论上能够以19節（35每小時）的速度的巡航4,400海里（8,100），但实际它在运用过程中重心过高，30%的燃料必须作为压舱物保留在舰内。事实证明，19节航速时的有效行程仅为1,530海里（2,830）。
舰只装备有五门127毫米34式速射炮，架设在带有炮挡的单装炮座上。其中舰艛的前后各有两门采用背负式布置，第五门则安装在后部舰艛的顶端，并从前到后编为1至5号。防空武器由安装在与后部烟囱并排的一对双联装炮座上的四门37毫米30式速射炮和六门单座20毫米30式高射炮组成。此外，该舰还在中心线上的两个四联装动力操纵式底座上安装有八具533毫米鱼雷发射管，每个底座配备一对重新装填装置。四个深水炸弹发射器则安装在艉后部甲板室的侧面，再辅以舰艉两侧的六具单装深水炸弹支架，合共可携带32或64枚炸弹。布雷轨道安装在后甲板，最多可贮存60枚水雷。作为探测潜艇的工具，舰上也搭载有一套称为“群听装置”的被动式水听器。

## 建造及服役
Z-2“格奥尔格·蒂勒”号得名于1914年10月指挥第七鱼雷艇半区舰队在泰瑟尔海战中阵亡的海军少校格奥尔格·蒂勒。它于1934年7月7日由德国国家海军所订购，自同年10月25日起开始在基尔的德意志造船厂铺设龙骨，建造序列为K243。该舰于1935年8月18日下水，至1937年2月27日竣工并交付使用。1937年12月1日，Z-2号被编入第1驱逐支舰队，并于1938年4月与其姊妹舰Z-3“马克斯·舒尔茨”号和Z-4“理夏德·拜岑”号一同访问了挪威港口于尔维克。然后它被移交予造船厂重建舰艏，以解决艏部在顶头浪中进水严重的问题，从而使其长度增加了0.3米。重新投运后，该舰参加了8月22日为阿道夫·希特勒和匈牙利摄政王霍尔蒂·米克洛什而举行的海上阅兵，以及接下来的舰队操练。12月，Z-2号又与姊妹舰Z-1“莱贝雷希特·马斯”号、Z-3号和Z-4号一同航行到冰岛地区，以评估它们的新舰艏在北大西洋冬季的适航性。
1939年3月23日至24日，Z-2号成为护送全副武装的装甲舰德国号的驱逐舰之一，这艘装甲舰当时负责搭载希特勒去往立陶宛宣布占领梅默尔。它还参加了在地中海西部举行的春季舰队演练，并于4月和5月多次访问西班牙和摩洛哥港口。当第二次世界大战爆发时，Z-2号最初被部署在波罗的海对抗波兰海军并执行对波兰的封锁，但它很快便被转移到德意志湾，与其姊妹舰一同在那里布设防御雷区。该舰于1939年末开始返厂接受改装，至1940年4月初完工。

### 挪威战役

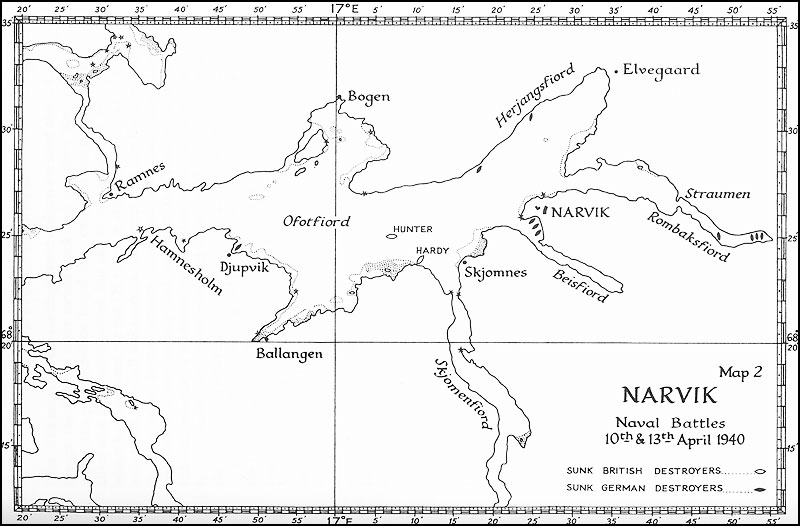
奥福特峡湾地图

1940年4月，Z-2号被编入“威悉演习行动”中挪威部分的第一集群，任务是运送第139山地猎兵团和第3山地师的指挥人员夺取纳尔维克。该集群的十艘驱逐舰于4月6日开始装载部队，并于第二天启航。德国驱逐舰群于4月9日上午抵达奥福特峡湾，海军准将弗里德里希·邦特率领他的旗舰Z-21“威廉·海德坎普”号、Z-2号和Z-11“贝恩德·冯·阿尼姆”号沿着峡湾进一步前往纳尔维克。尽管遭遇了暴风雪，Z-2号和Z-11号还是毫不费力地进入港口，并系泊在栈桥上。山地部队随之开始登陆，但几分钟后，岸防舰挪威号便发现了这些德舰。前者立即开火，并在600－800米的范围内发射了大约十三枚210毫米炮，然后Z-11号用鱼雷击沉了对手。在黑暗和飘落的雪花之中，尽管射程很近，挪威号的炮弹却没有击中两艘驱逐舰中的任何一艘。
由于原计划停泊纳尔维克的两艘补给舰中，只有一艘加油能力较弱的扬·韦勒姆号能够安全抵达，该船一次只能为两艘驱逐舰加油，且效率较低。为避免被侦察，十艘入侵驱逐舰分散开各自停泊于奥福特峡湾各处。其中Z-2与Z-11号是第一批加油的舰只，然后转移到奥福特峡湾南翼离入口处更近的巴兰根峡湾，等待众舰轮流补给完毕。4月10日黎明前不久，英国第2驱逐区舰队的五艘驱逐舰——哈迪号、浩劫号、亨特号、热刺号和英雄号，突袭了在纳尔维克港内的五艘德国驱逐舰。英国人用鱼雷击沉了两艘驱逐舰，严重击损了另外三艘，而他们自己只受到轻微的伤害。
随后，德国驱逐舰分散驻泊的布置发挥了作用：当英国人开始撤退时，Z-9“沃尔夫冈·岑克尔”号、Z-12“埃里希·吉泽”号和Z-13“埃里希·克尔纳”号立即从赫尔扬斯峡湾起航拦截。德国人首先开火，但由于雾霭和英国人施放的烟幕，双方的火力都没有发挥作用。为了躲避一艘英国驱逐舰发射的三枚鱼雷，三艘德舰不得不掉头离开，但Z-2号和Z-11号也收到了警报，正从巴兰根峡湾赶来拦截。

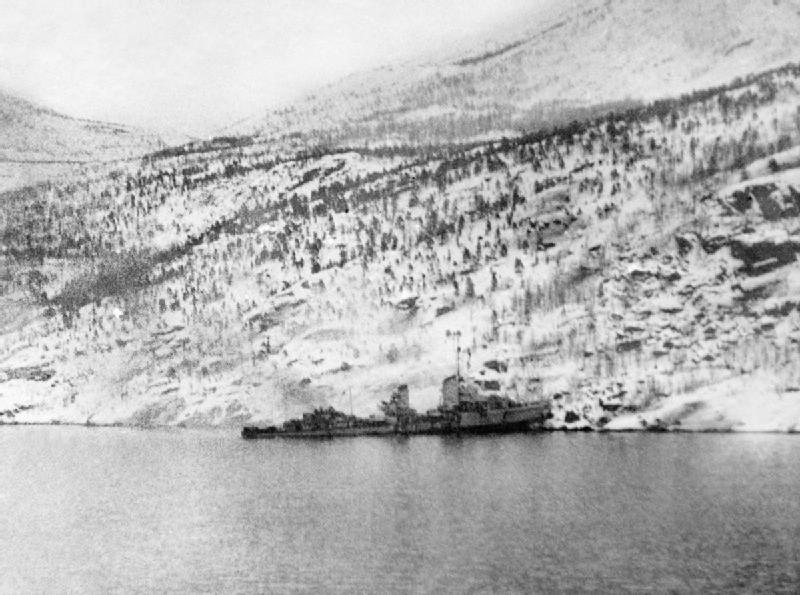
英国人拍摄到的Z-2号搁滩

Z-2号和Z-11号以丁字战法横在英国区舰队面前，能够在4,000米的范围内进行舷侧齐放。它们率先与哈迪号交火，并造成对方严重损毁。哈迪号的两门舰艏炮都被击毁，引发前部舰艛火灾，只得被迫搁滩以避免沉没。德国人继而将火力转向了下一艘英舰浩劫号。他们的火力相对无效，双方都发射了鱼雷，但没有击中任何目标。浩劫号撤离到后方，以抵御Z-9号、Z-12号和Z-13号的从后追击。这使得亨特号处于领头位置，但它很快也被德舰点燃，据信是遭到Z-2号发射的鱼雷命中。紧随其后的热刺号则由于两次中弹而暂时失去控制，从后撞上了亨特号。热刺号得以逃脱，但亨特号不久后便倾覆。幸存的三艘英舰在烟幕的掩护下逃离了德国人的追击。Z-2号在战斗过程中被击中七次，受损严重。英军的炮弹击毁了它的舰艏炮和火控设备，淹没了一个弹药舱，引发火灾，并造成13名官兵阵亡。

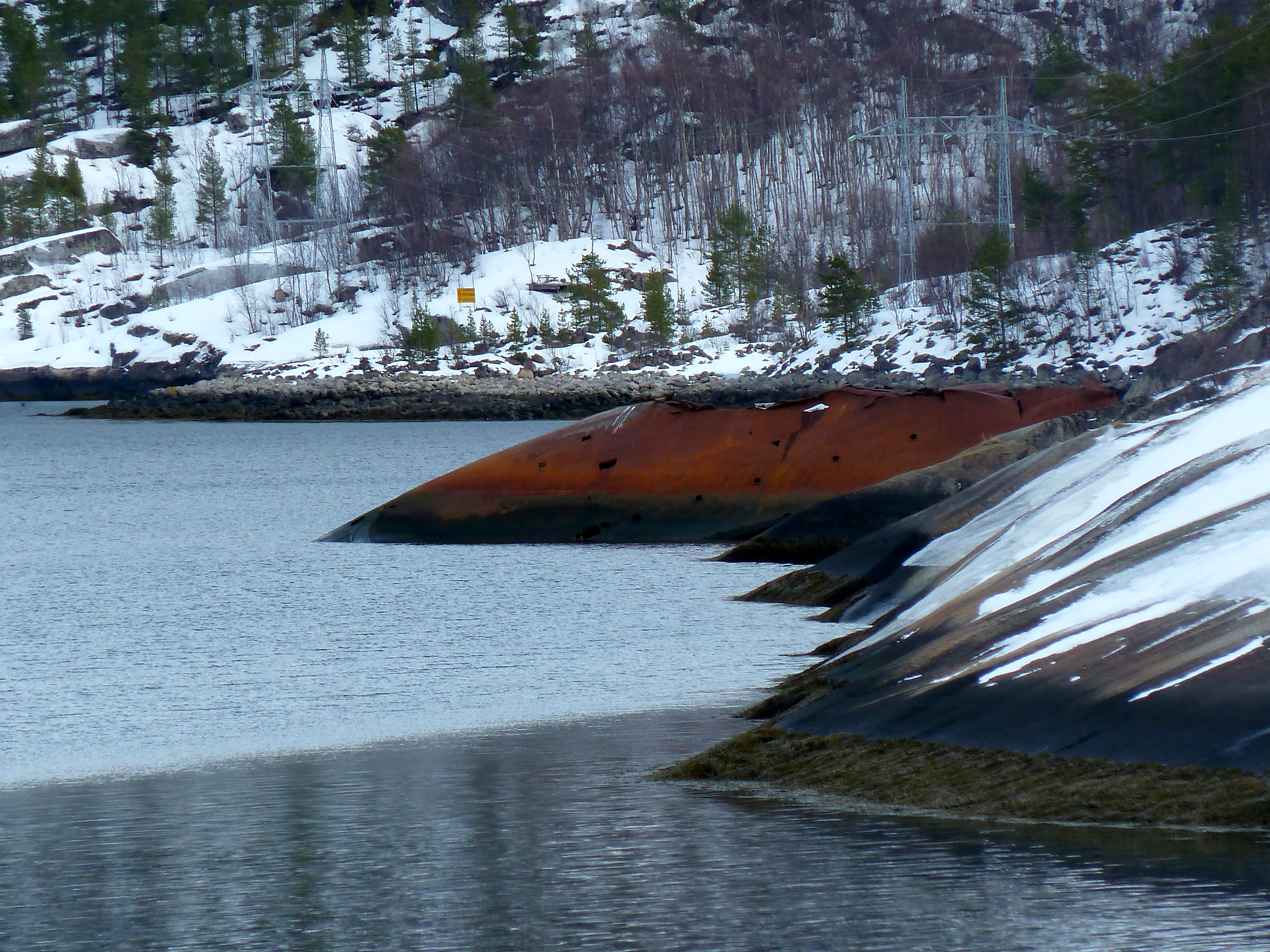
Z-2号如今的残骸

4月12日至13日夜间，幸存的第一集群指挥官、海军中校埃里希·拜接到消息，预计第二天英国主力舰将在大量驱逐舰护航和舰载机支援下发动攻击。Z-2号仍在维修中，此时只有四门可用的火炮和剩余的六枚鱼雷。战列舰厌战号和九艘驱逐舰于4月13日出现，比拜预计的要早，使得阵位中的德国人措手不及。包括Z-2号在内的五艘尚可操作的德国驱逐舰从纳尔维克港冲出，与英国舰艇交战，但没有取得多大成功。由于弹药不足，德舰被迫撤退到纳尔维克以东的罗姆巴克斯峡湾（奥福特峡湾的最东端分支），试图在那里伏击追击的英国驱逐舰。Z-2号仍然有一些弹药和鱼雷剩余，并与Z-18“汉斯·吕德曼”号一同占据了斯特赖于门窄湾的阵位，以便让余下的两艘驱逐舰有时间在峡湾顶端自沉。
追击的英国驱逐舰先是与Z-18号交战，直到后者在耗尽所有弹药后撤退到峡湾顶端。英国人随即将注意力转向Z-2号。德舰率先出击，用一枚鱼雷将爱斯基摩号的舰艏炸飞，但对方的还击引发了多处大火，严重损坏了Z-2号，以至于舰长、海军少校马克斯-埃卡特·沃尔夫下令将该舰搁滩，让船员安全弃舰。舰上14人在战斗中阵亡，另有28人受伤。Z-2号后来断成两截并倾覆，地点大致位于68°24′29.67″N 17°48′41.62″E / 68.4082417°N 17.8115611°E处。
在接下来的几周里，幸存的船员参加了纳尔维克的陆上战斗。沃尔夫在陆战期间担任“贝格尔”海军陆战团的营长。1940年5月12日，他因在纳尔维克指挥Z-2号的表现而被授予一级铁十字勋章，并于次年8月被授予骑士铁十字勋章。如今，Z-2号的残骸是纳尔维克最受欢迎的潜水地点之一。它还曾出现在系列纪录片《废弃的工程》第二季第7集《德国失落的军舰》中。